# Harriet E. Giles

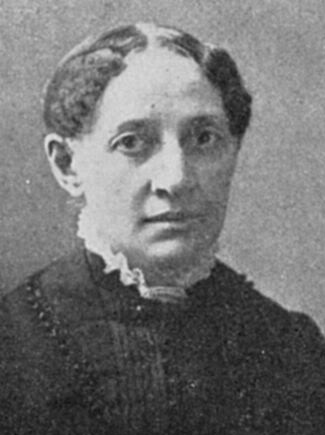
Harriet E. Giles

Harriet Elizabeth Giles (* 1828 in New Salem, Massachusetts, Vereinigte Staaten; † 12. November 1909 in Atlanta, Vereinigte Staaten) war eine amerikanische Pädagogin und Schulgründerin. Sie gründete mit Sophia B. Packard das Spelman College und leitete die Institution als zweite Präsidentin.

## Leben und Werk

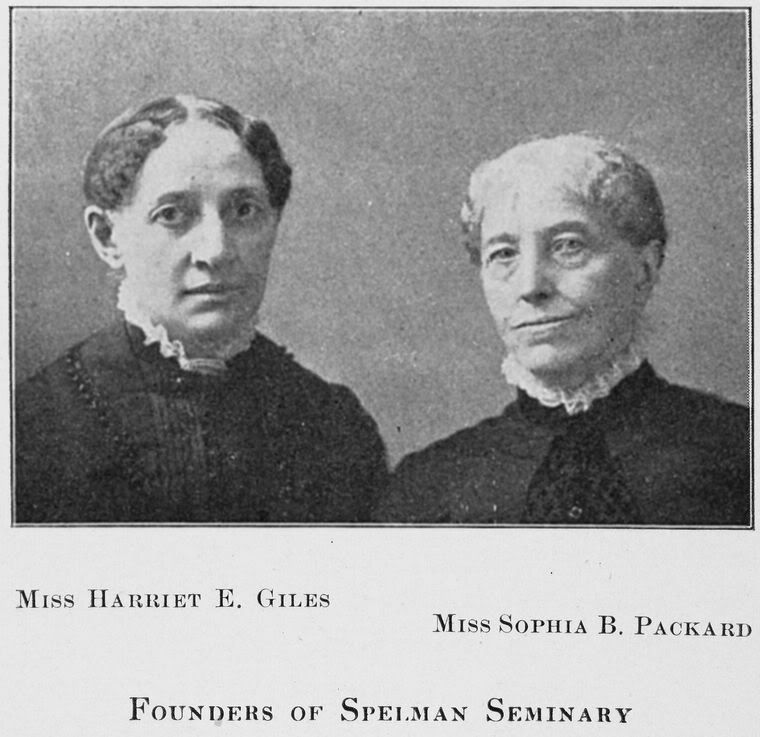
Harriet E. Giles und Sophia B. Packard

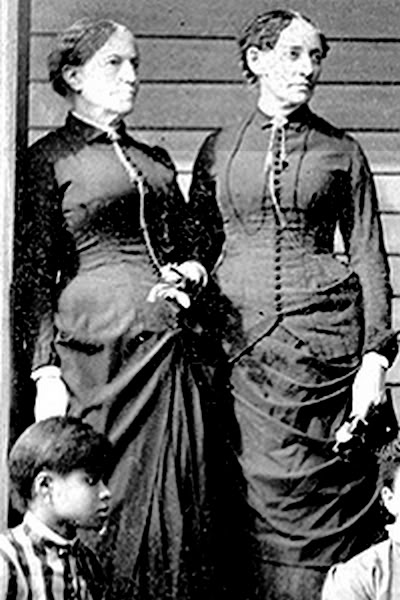
Harriet E. Giles und Sophia B. Packard

Giles war die Tochter von Samuel Giles und Hannah Foster Giles. Sie erhielt ihre Schulausbildung an örtlichen Bezirksschulen und besuchte die New Salem Academy, wo Sophia B. Packard als Leiterin tätig war. 1856 schloss sie ihr Studium ab und begann als Lehrerin an örtlichen Schulen in Massachusetts zu unterrichten. Nachdem sie im Frühjahr 1856 gemeinsam mit Packard die Rollstone School eröffnet hatte, nahmen beide einige Monate später Lehraufträge an der Connecticut Literary Institution an.
1864 unterrichtete Giles Ornamentik und Musik am Oread Collegiate Institute in Worcester, Massachusetts, einer der ersten Institutionen im Land, die eine Hochschulausbildung für Frauen anboten. Nachdem sie ihre Stelle am Oread Collegiate Institute aufgegeben hatte, arbeitete sie als Musiklehrerin und gab Privatunterricht und Konzerte im Raum Boston.
1877 gründeten Giles und Packard zusammen mit einer Gruppe baptistischer Frauen die Woman’s American Baptist Home Mission Society als Hilfsorganisation der American Baptist Home Mission Society. Diese Gruppe von 200 Frauen hat sich zusammengeschlossen, um Missionarinnen zu unterstützen, die vor Ort arbeiteten, um Bildung und Christentum in die indianischen und afroamerikanischen Gemeinschaften zu bringen.
Giles begleitete Packard 1880 auf einer von der Women’s Society in Auftrag gegebenen Reise, um die Lebensbedingungen der Afroamerikaner im Süden zu beurteilen. Giles und Packard sahen einen großen Bedarf an Bildungschancen für afroamerikanische Frauen und Mädchen. Nachdem die Woman’s American Baptist Home Mission Society Unterstützung zugesagt hatte, zogen Giles und Packard 1881 nach Atlanta und eröffneten eine Schule im Keller der Friendship Baptist Church. Zehn Frauen und ein Mädchen, denen vorher keine Ausbildung gestattet war, nahmen an dem ersten Unterricht teil. Die American Baptist Home Mission Society leistete 1882 eine Anzahlung für einen dauerhaften Standort für die Schule, und Anfang 1883 zog die Schule an ihren neuen Standort um. 1884 beglich der Unternehmer John D. Rockefeller den fälligen Restbetrag und die Schule wurde zu Ehren seiner Frau, Frau Laura Spelman Rockefeller, und ihrer Eltern Harvey Buel und Lucy Henry Spelman, beide Aktivisten der Antisklaverei-Bewegung, in Spelman Seminary umbenannt. 1924 wurde das Spelman Seminary zum Spelman College und 1929 zusammen mit dem Morehouse College der Atlanta-Universität angegliedert.
1891 trat Giles die Nachfolge von Packard an und war achtzehn Jahre lang Präsidentin des Spelman Seminary. Während ihrer Amtszeit waren an der Schule 800 Schüler eingeschrieben und 30 Lehrer beschäftigt. Das Lehrplanangebot wurde um Unterrichtsprogramme für Oberschulen und Hochschulen, Lehrerausbildung, Missionarsausbildung und Krankenpflegerausbildung erweitert. Das Seminar verlieh 1887 seine ersten High-School-Abschlüsse und 1901 seine ersten College-Abschlüsse.

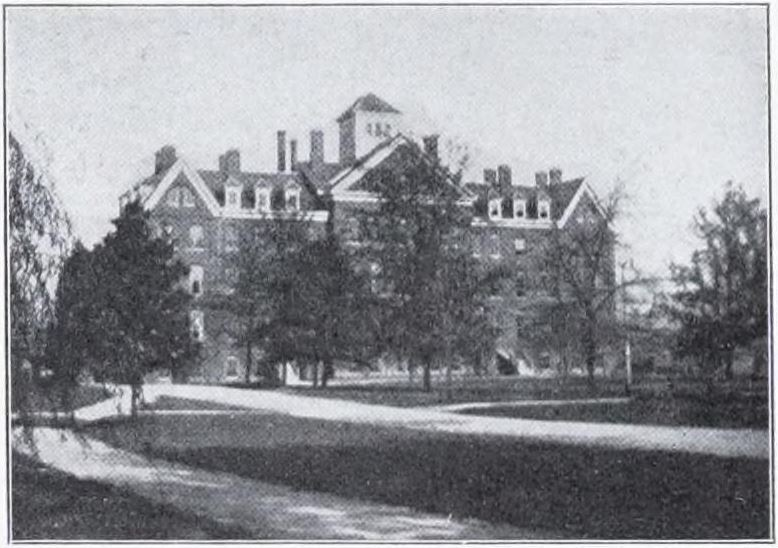
Giles Hall, 1893

Ihr zu Ehren wurde 1893 die Giles Hall eingeweiht. Während ihrer Präsidentschaft wurden mehrere andere Gebäude eingeweiht, darunter im Jahr 1900 die Morehouse- und Morgan-Hallen, das MacVicar Hospital und das Reynolds Cottage sowie 1905 das Upton Home.
Giles starb 1909 und wurde neben Packard auf dem Grab der Familie Packard auf dem Silver Lake Cemetery in Athol, Massachusetts, begraben.